# Guy Pierre
Guy Pierre (10 mei 1961) is een voormalige Belgische atleet, die gespecialiseerd was in het hamerslingeren. Hij veroverde één Belgische titel.

## Biografie
Pierre behaalde in 1981 de Belgische titel in het hamerslingeren. Hij verbeterde dat jaar met 61,12 m het Belgisch record hamerslingeren van Eddy Van den Bleeken.

### Clubs
Guy Pierre was aangesloten bij Cercle Athlétique de Brabant Wallon (CABW).

## Belgische kampioenschappen
| Onderdeel      | Jaar |
| -------------- | ---- |
| hamerslingeren | 1981 |

## Persoonlijk record
| Onderdeel      | Prestatie | Datum           | Plaats          |
| -------------- | --------- | --------------- | --------------- |
| hamerslingeren | 61,12 m   | 27 oktober 1981 | 's-Gravenbrakel |

## Palmares

### hamerslingeren
- 1981:  BK AC – 59,38 m